# Correa Point
Correa Point är en udde i Antarktis. Den ligger i Sydshetlandsöarna. Argentina, Chile och Storbritannien gör anspråk på området.
Terrängen inåt land är huvudsakligen kuperad, men norrut är den platt. Havet är nära Correa Point norrut. Trakten är glest befolkad. Närmaste befolkade plats är Maldonado Station, 6,5 kilometer norr om Correa Point. 